# Alan Curtis
Alan Curtis, född 24 juli 1909 i Chicago, Illinois, död 2 februari 1953 i New York, var en amerikansk skådespelare. Curtis medverkade i över 50 Hollywoodfilmer, varav några där han hade huvudrollen. 
Curtis avled 43 år gammal av komplikationer efter att ha genomgått en njuroperation.
Alan Curtis har tilldelats en stjärna på Hollywood Walk of Fame vid adress 7021 Hollywood Blvd.

## Filmografi i urval
- 1937 – Mannekäng
- 1938 – En fallen ängel
- 1939 – En flicka på väg till Paris
- 1941 – Sierra
- 1941 – Kompaniets olycksfåglar
- 1943 – Två biljetter till London
- 1944 – Döden kan ej vittna
- 1945 – Håll ångan oppe!
- 1945 – Utan rim och reson